# KV 34
Obra de Mozart titulada Scande coeli limina, alternativamente, Offertorium in Festo Sti Benedicti. Número Opus/Catálogo: K.34. Clave: C major (Do mayor). Año/Fecha de Composición: 1766–67. Idioma: Latín.
La atribución a Mozart es tardía, y nace  de una copia de la pieza de principios del siglo XIX conservada en Salzburgo. Una mano desconocida escribió en la portada que  pertenece al Señor "Wolfgango" Mozart. Habría sido interpretada por primera vez en Seeon-Seebruck, Baviera, el 21 de marzo de 1767, pero el lugar no está confirmado y surge de otra copia de la partitura. La fecha del 21 de marzo es propuesta por Wyzewa/Saint-Foix, quienes suponen que debe haber sido escrito para la fiesta de San Benito, precisamente el 21 de marzo. El ofertorio consta de dos movimientos. El aria de soprano andante en forma da capo con un recitativo intermedio es alegre y despreocupada. Le sigue un movimiento para coro vital y lleno de energía.